# Técnicas contra el dolor durante el parto

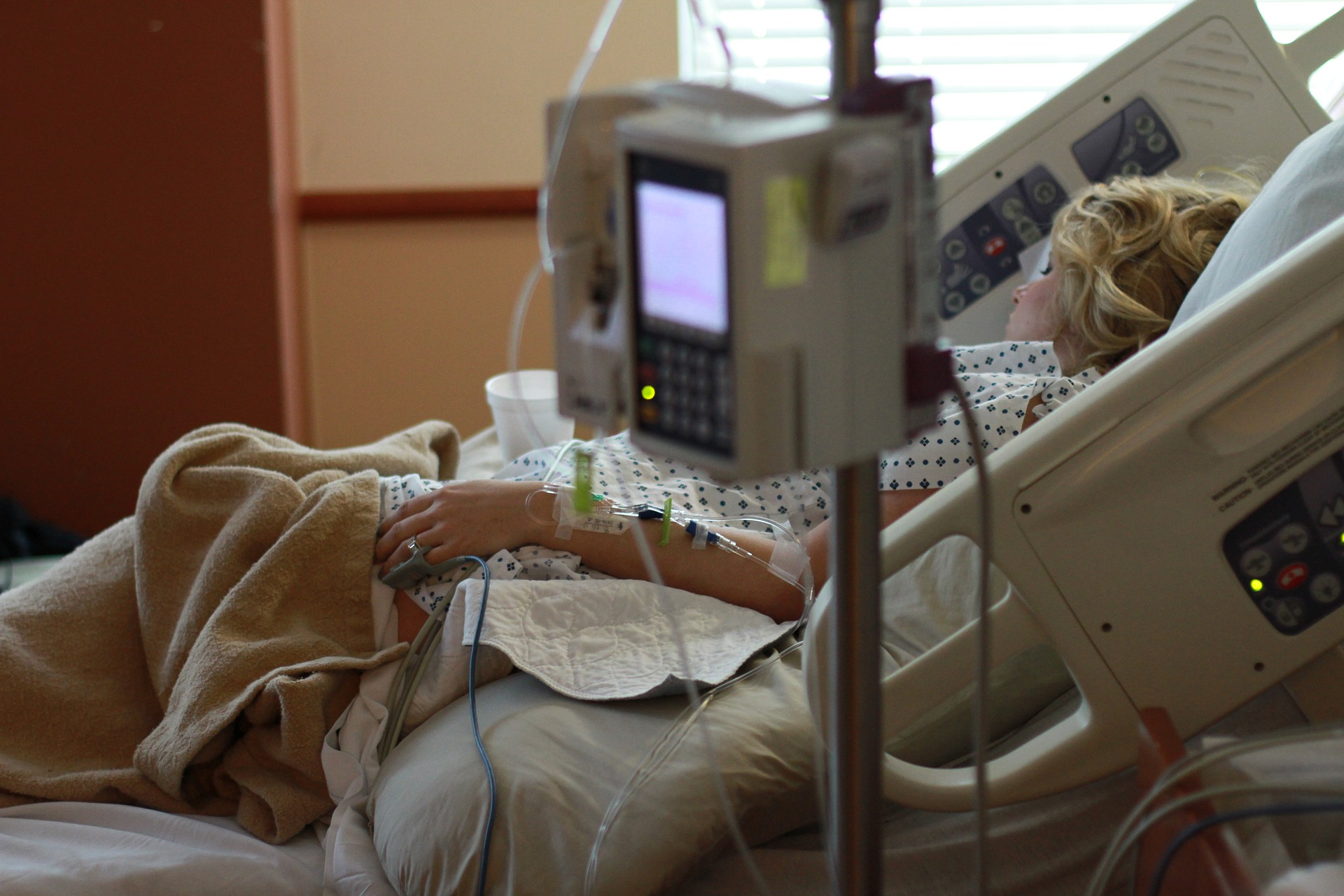
La madre en trabajo de parto luce adolorida.

Las técnicas contra el dolor (pain management) durante el parto son tratamientos o formas de prevenir el dolor que una mujer puede experimentar durante el trabajo de parto y el parto. La cantidad de dolor que una mujer siente durante el trabajo de parto depende, en parte, al tamaño y la posición del bebé, al tamaño de su pelvis, a sus emociones, a la intensidad de las contracciones y su pronóstico. Al estar tensa puede aumentar el dolor durante el trabajo de parto. A casi todas las mujeres les preocupa cómo lidiar con el dolor del trabajo parto y del parto.  El parto es diferente para cada mujer y no es posible predecir de manera exacta la cantidad de dolor que se experimenta durante el parto y el nacimiento del bebe.
Algunas mujeres obtienen buenos resultados al usar solo los "métodos naturales" de alivio del dolor. Muchas mujeres combinan los "métodos naturales" con medicamentos e intervenciones médicas que alivian el dolor. El crear una actitud positiva sobre el parto y controlar el miedo también puede ayudar a algunas mujeres a sobrellevar el dolor.  El dolor del trabajo de parto no es como el dolor causado por una enfermedad o una lesión. Más bien, es producto de las contracciones uterinas que empujan al bebé hacia abajo y fuera de las vías de parto. En otras palabras, el dolor causado por el parto tiene un propósito.

## Preparación
La preparación para el parto puede impactar en la cantidad de dolor que se experimenta durante el parto. Es posible tomar clases de preparación para el parto, consultar con las personas que supervisan el embarazo, y anotar las preguntas puede servir para obtener la información necesaria para ayudar a controlar el dolor. La simple interacción con amigos y familiares puede ayudar a aliviar las preocupaciones.

## Técnicas no farmacológicas

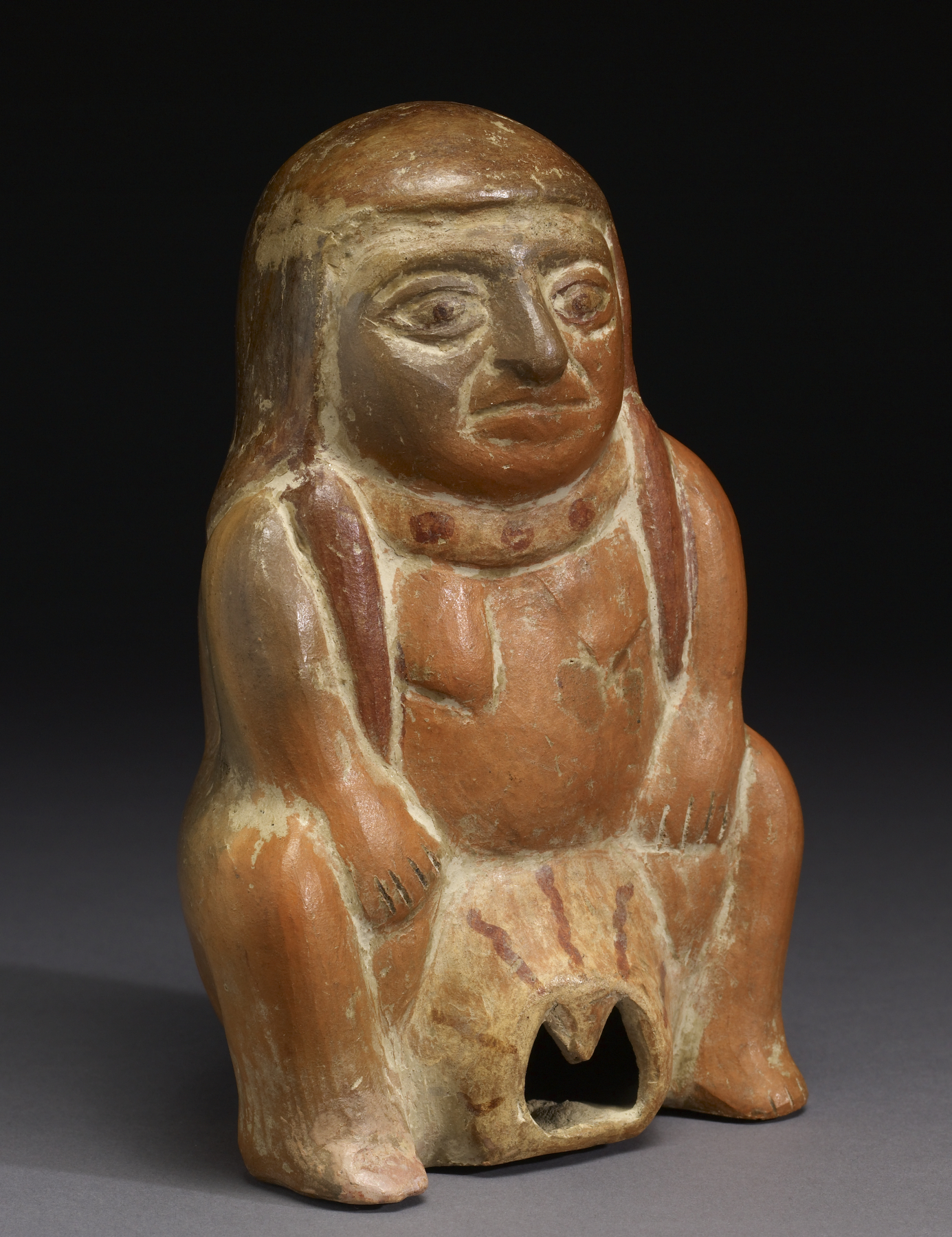
Moche - Figura Femenina en Posición de Parto

Muchos métodos ayudan a las mujeres a relajarse y hacen que el dolor sea más soportable. En una reseña de la efectividad de los métodos no médicos para el alivio del dolor, se reveló que la inmersión en agua, los métodos de relajación y la acupuntura ayudan a aliviar el dolor. Estas y otras opciones no farmacológicas de tratamiento del dolor se abordan detalladamente más adelante.
- Técnicas de respiración y relajación[3][1]
  - Los métodos de relajación pueden ser útiles para reducir el riesgo de partos vaginales asistidos [3].
- Duchas o baños con agua tibia[1]
- Masajes[2][1]
  - Muchos tipos de masajes pueden ser utilizados durante varias etapas del trabajo de parto.  La literatura sugiere que las técnicas de masaje relajante o terapéutico pueden ayudar en la liberación de oxitocina, lo que puede ayudar a estimular las contracciones y facilitar la dilatación cervical. Diferentes tipos de masajes pueden ayudar también a calmar y distraer del dolor del parto.[4]
- Aplicar calor y frío; por ejemplo, calor en la parte baja de la espalda y paños fríos en la frente[1]
  - Aplicar calor y frío; por ejemplo, calor en la parte baja de la espalda, mientras el cuello uterino se dilata puede ayudar a reducir el dolor durante la primera etapa del trabajo de parto e incluso puede ayudar a disminuir la duración del trabajo de parto en sí, sin embargo, la evidencia que respalda esto es escasa.[4]
- Cambiar de posición durante el parto (ponerse de pie, agacharse, sentarse, caminar, etc.)[1]
- Usar una pelota de parto/pilates[1]
  - El uso de una pelota de parto (también conocida como pelota de pilates) durante el parto comenzó en la década de 1980.  Es mejor utilizarla durante la primera etapa del trabajo de parto.  Las pruebas indican que el uso de una pelota en el parto puede ayudar a aliviar el dolor al entregarle soporte al perineo y proporcionar una estimulación suave al área durante la dilatación cervical.  También puede ayudar en el descenso fetal a través de varios ejercicios de posicionamiento y con la gravedad.[5]
- Escuchar música[1]
  - Aunque hay poca evidencia que apoye la música como un método efectivo para disminuir el dolor, esta puede proporcionar una distracción o ayudar a crear una experiencia de parto más positiva que, en última instancia, puede disminuir la posibilidad de resultados negativos después del parto.[4]
- Acupuntura[3]
  - el uso de la acupuntura puede estar asociado con menos partos vaginales asistidos y cesáreas.[3]
- Contar con el cuidado y apoyo de un ser querido, una enfermera o una doula[1]
  - La presencia de una doula o asistente para el parto resulta en una disminución en la necesidad del control del dolor farmacológico y aumentar la probabilidad de partos vaginales espontáneos en comparación con la cesárea. Una persona que entregue apoyo también puede ayudar a crear un ambiente que conduzca a una experiencia de parto más positiva.
- Otros métodos incluyen hipnosis, biorretroalimentación, inyección de agua estéril, aromaterapia y TENS (del inglés: Transcutaneous electrical nerve stimulation); sin embargo, no existen muchos estudios que demuestran la efectividad de estos para reducir el dolor durante el trabajo de parto y el parto.[3]

## Agua y parto
De acuerdo a La Oficina de Salud de la Mujer (OWH, según sus siglas en inglés) del Departamento de Salud y Servicios Humanos de los Estados Unidos, estar durante el trabajo parto en una tina de agua tibia, también llamado hidroterapia, ayuda a las mujeres a sentirse apoyadas físicamente y las mantiene cálidas y relajadas. También es más fácil para las mujeres que se encuentran en trabajo de parto moverse y encontrar posiciones cómodas en el agua.
La inmersión en agua durante la primera etapa del trabajo de parto puede ayudar a disminuir la necesidad de analgesia y posiblemente disminuir la duración del trabajo de parto; sin embargo, hay poca información que sugiera que la inmersión en agua durante la segunda y tercera etapas del trabajo de parto disminuyan de manera significativa el uso de las intervenciones farmacológicas. 
En el parto en el agua, la mujer permanece en el agua para dar a luz. La Academia Americana de Pediatría (American Academy of Pediatrics) ha hecho explícita su preocupación por los partos en el agua debido a la falta de estudios que demuestran su seguridad y a la posibilidad, inusual pero reportada, de complicaciones.

## Métodos médicos y farmacéuticos de control de dolor
Los médicos, las enfermeras practicantes, los asistentes médicos, las enfermeras y las matronas suelen preguntar a la mujer en trabajo de parto si necesita alivio del dolor. Muchas opciones de alivio del dolor funcionan bien cuando las administra un médico capacitado y con experiencia.   Los médicos también pueden utilizar diferentes métodos para el alivio del dolor en las diferentes etapas del parto.  Sin embargo, no todas las opciones están disponibles en todos los hospitales y centros de maternidad. Dependiendo de los antecedentes médicos de la madre, alergias y cualquier problema con su embarazo harán que algunos métodos sean mejores que otros. 
Existen muchos métodos para aliviar el dolor durante el trabajo de parto. En ocasiones se presentan complicaciones imprevisibles, serias y poco comunes. Además, la mayoría de los medicamentos utilizados para el manejo del dolor durante el trabajo de parto pasan libremente a través de la placenta.  Es válido hacer preguntas sobre los procedimientos y medicamentos que pueden afectar al bebé.

### Opioides
También llamados narcóticos, son medicamentos que se administran por vía intravenosa o mediante la inyección del medicamento en un músculo.  A veces los opioides también se administran con el bloqueo epidural o el bloqueo espinal. Los opioides pueden hacer que el dolor sea soportable y no afectan su capacidad de pujar. Los opioides no eliminan por completo el dolor y son de acción corta. Ellos
- Son de rápida acción.
- Pueden hacerla sentir somnolienta.
- Pueden provocarle náuseas y vómitos.
- Pueden hacerla sentir mucha picazón.
- No se pueden administrar justo antes del parto ya que pueden hacer que la respiración y la frecuencia cardíaca del bebé disminuya al momento de nacer.[1]

### Bloqueo epidural y espinal

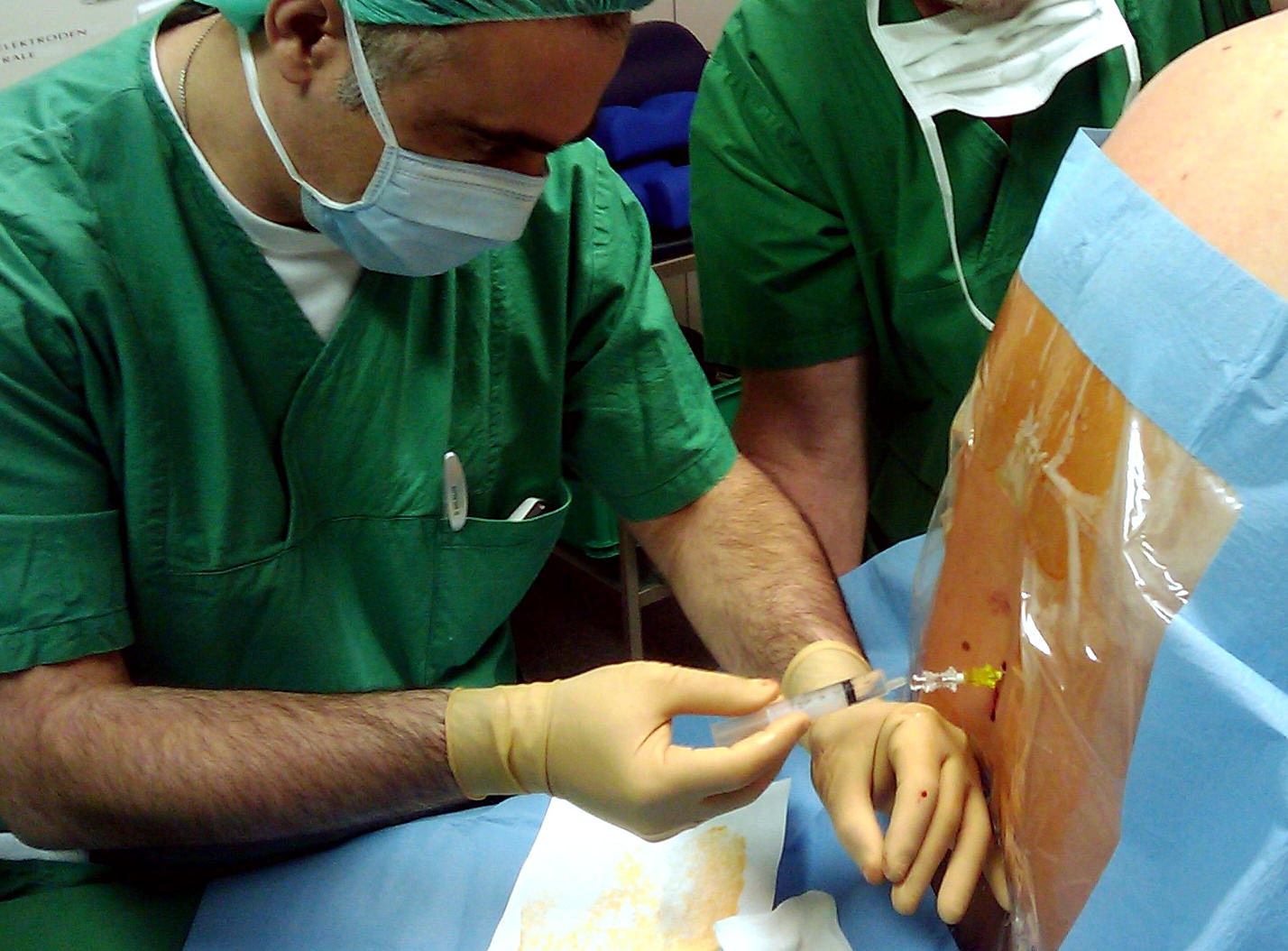
Un medicamento anestésico es inyectado en la columna vertebral.

Un bloqueo epidural consiste en colocar un tubo (sonda) en la parte baja de la espalda, en un pequeño espacio por debajo de la médula espinal.  A través del tubo se pueden administrar pequeñas dosis de medicamentos según sea necesario durante el trabajo de parto. En el bloqueo espinal se administra una pequeña dosis de medicamento mediante una inyección en el líquido cefalorraquídeo en la parte baja de la espalda.  El bloqueo espinal por lo general se realiza solo una vez durante el parto. El bloqueo epidural y el bloqueo espinal permiten a la mayoría de mujeres permanecer despiertas y alertas, con muy poco dolor, durante el parto y el nacimiento.  En el bloqueo epidural, el alivio del dolor se inicia entre 10 y 20 minutos después de que se administró el medicamento.  El grado de adormecimiento que se siente puede ajustarse durante el parto.  Con el bloqueo espinal, el alivio del dolor comienza de inmediato, pero solo dura de 1 a 2 horas.
Aunque se puede mover, es posible que no pueda caminar si el medicamento utilizado afecta la función motora. El bloqueo epidural puede disminuir su presión arterial, lo cual puede enlentecer los latidos del corazón del bebé.  Los líquidos administrados en forma intravenosa sirven para reducir este riesgo. Los líquidos pueden causarle temblores, pero a menudo las mujeres en parto tienen temblores, con o sin bloqueo epidural. Si se punza la capa que recubre la médula espinal, puede presentar un fuerte dolor de cabeza. El tratamiento puede disminuir el dolor de cabeza. El bloqueo de epidural puede provocar dolor de espalda durante unos días después del parto. El bloqueo epidural puede prolongar la primera y segunda etapa del parto.  Si se le administra al final del trabajo de parto o si se utiliza mucho medicamento, podría resultarle difícil pujar cuando llegue el momento. El bloqueo epidural aumenta el riesgo del parto vaginal asistido.

### Bloqueo pudendo
En este procedimiento un médico inyecta medicamento anestésico en la vagina y en el nervio pudendo que se encuentra cercano. Este nervio lleva la sensibilidad a la parte inferior de la vagina y la vulva. Este método para controlar el dolor solo se utiliza al final del parto, normalmente justo antes de que salga la cabeza del bebé.  Con un bloqueo pudendo, usted siente cierto alivio del dolor, pero sigue despierta, alerta y capaz de pujar para que salga el bebé. El bebé no se ve afectado por este medicamento y su uso tiene muy pocas desventajas. 

### Analgesia inhalada
Otra forma disponible de alivio farmacológico del dolor para las madres en trabajo de parto es el óxido nítrico inhalado. Esta es típicamente una mezcla 50/50 de óxido nítrico con aire inhalado que es analgésico y anestésico.  El óxido nítrico se ha utilizado para el control del dolor en el parto a finales de 1800. El uso de la analgesia inhalada se utiliza comúnmente en el Reino Unido, Finlandia, Australia y Nueva Zelanda, y está ganando popularidad en los Estados Unidos.  
Aunque este método de control del dolor no proporciona tanto alivio como una epidural, existen muchos beneficios en este tipo de analgesia.  El óxido nítrico es barato y se puede usar con seguridad en cualquier etapa del trabajo de parto.  También es útil en el trabajo de parto temprano para ayudar a aliviar el dolor y se utiliza junto con otros métodos no farmacológicos para el dolor, como las pelotas de parto, los cambios de posición e incluso, posiblemente, el parto en el agua.  El gas es autoadministrado, de modo que la madre que trabaja tiene control total de la cantidad de gas que desea inhalar en cualquier momento.
El óxido nítrico tiene como otro beneficio el tener pocos efectos secundarios.  Algunas madres pueden experimentar mareos, náuseas, vómitos o somnolencia, sin embargo, dado que la dosis es determinada por la paciente, una vez que estos síntomas comienzan, ella puede disminuir su uso.  El gas hace efecto rápidamente, pero también dura un corto período de tiempo, por lo que debe sostener la máscara en su cara para beneficiarse de los efectos de la analgesia. Hay muy poco efecto en el bebé ya que es rápidamente eliminado por el bebé tan pronto como comienza a respirar. Las investigaciones no sugieren ningún factor de riesgo clínico significativo en el uso del gas de óxido nítrico, a diferencia de otros métodos de tratamiento del dolor, tanto no farmacológicos como farmacológicos, en cuanto al test de Apgar o gases de sangre del cordón umbilical. También hay pocos estudios para determinar si existen mayores riesgos ocupacionales para el profesional de la salud asociados con el uso del óxido nítrico.

## Técnicas para el dolor luego del parto
El dolor perineal después del parto tiene efectos negativos inmediatos y a largo plazo para las mujeres y sus bebés. Estos efectos pueden interferir con la lactancia materna y el cuidado del bebé. El dolor en los lugares de las inyecciones y la posible episiotomía se controla mediante la evaluación frecuente del informe de dolor de la madre. El dolor puede provenir de posibles laceraciones, incisiones, contracciones uterinas y dolor en los pezones. Por lo general, se administran medicamentos apropiados. No se ha encontrado que las episiotomías de rutina reduzcan el nivel de dolor después del nacimiento. 